# Kfz-Kennzeichen (St. Helena, Ascension und Tristan da Cunha)

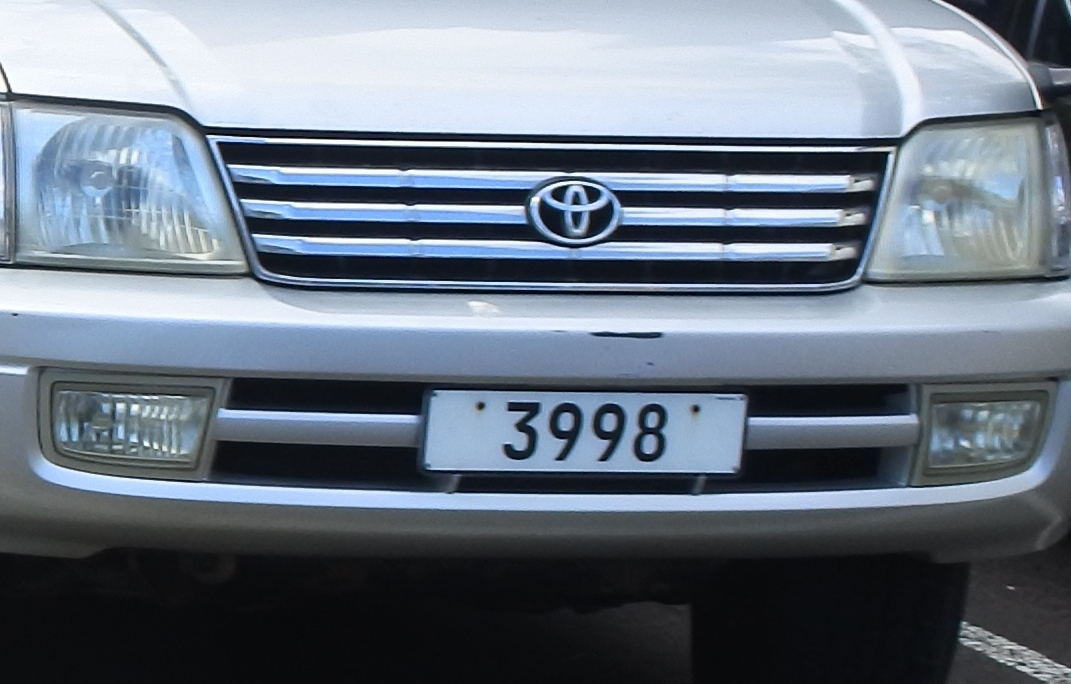
Vorderes Kfz-Kennzeichen auf St. Helena

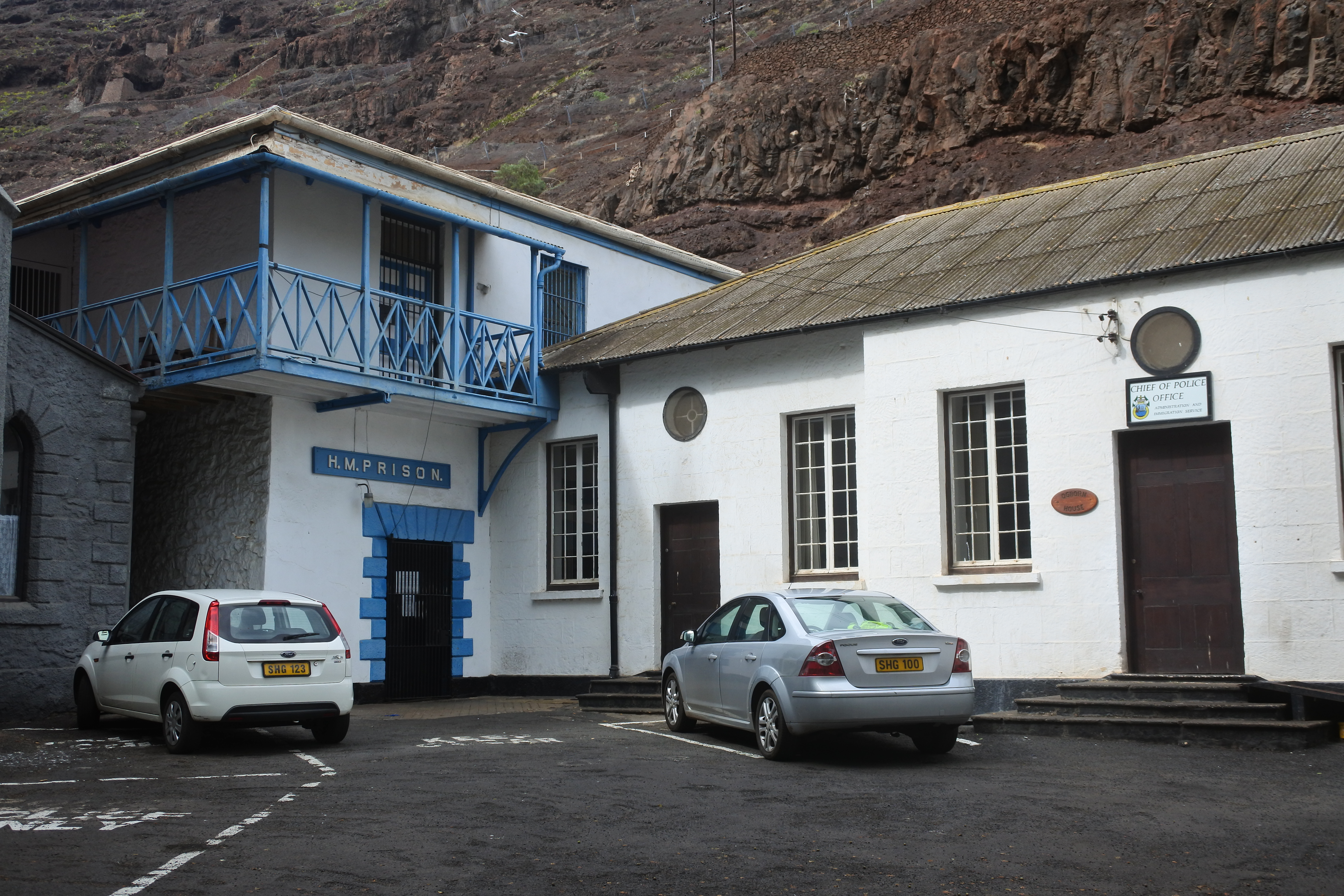
Zwei Regierungsfahrzeuge mit SHG-Kennzeichen

Krone auf dem Kfz-Kennzeichen des Gouverneurs

St. Helena, Ascension und Tristan da Cunha verfügen, als Britisches Überseegebiet, über eigene Kfz-Kennzeichen. Die gleichberechtigten Teile des Überseegebietes St. Helena, Ascension und Tristan da Cunha, das heißt St. Helena, Ascension und Tristan da Cunha vergeben leicht unterschiedliche Kennzeichen.

## St. Helena
Die Kennzeichen der Insel sind weiß mit schwarzer Schrift für das vorne anzubringende Schild und gelb mit schwarzer Schrift für hinten. Sie tragen lediglich – bis zu vier – Ziffern (z. B. 1234), Fahrzeuge der Regierung zudem den vorgesetzten Zusatz SHG (englisch St. Helena Government; z. B. SHG 1234). Das Fahrzeug des Gouverneurs zeigt eine Krone auf weißem Untergrund.

## Ascension
Die Kfz-Kennzeichen auf Ascension entsprechen denen von St. Helena, tragen jedoch den vorgesetzten Buchstaben A.

## Tristan da Cunha
Kennzeichen auf Tristan da Cunha haben den vorgesetzten Zusatz TDC oder T.D.C., bis zu drei Zahlen und jeweils vorne und hinten schwarze Schrift auf weißem oder gelben Grund oder weiße Schrift auf schwarzem Grund.
Sie tragen zudem die Unterschrift „Remotest Inhabited Island in the World“ (zu deutsch Abgelegenste bewohnte Insel der Erde).